# Konstantin Dimitrow
Konstantin Stefanow Dimitrow, bułg. Константин Стефанов Димитров (ur. 28 stycznia 1957 w Sofii) – bułgarski polityk, dyplomata, wiceminister spraw zagranicznych, były deputowany do Zgromadzenia Narodowego, w 2007 poseł do Parlamentu Europejskiego VI kadencji.

## Życiorys
Ukończył w 1983 studia z zakresu filologii i literatury angielskiej oraz niemieckiej na Uniwersytecie im. św. Klemensa z Ochrydy w Sofii. Był pracownikiem młodzieżowej organizacji partyjnej, a następnie (od 1988 do 1992) wykładowcą na Uniwersytecie Technicznym w Sofii. W 1992 przeszedł do pracy w Ministerstwie Spraw Zagranicznych, od 1997 zajmował stanowisko dyrektora departamentu, w latach 1998–2000 pełnił funkcję wiceministra spraw zagranicznych.
W 2000 został stałym przedstawicielem Bułgarii przy NATO i UZE, a także ambasadorem akredytowanym w Belgii i Luksemburgu. Po powrocie z placówki w 2004 został członkiem partii Demokraci na rzecz Silnej Bułgarii i jej sekretarzem ds. międzynarodowych. Rok później znalazł się w Zgromadzeniu Narodowym 40. kadencji (do 2009).
Po przystąpieniu Bułgarii do Unii Europejskiej 1 stycznia 2007 objął mandat eurodeputowanego jako przedstawiciel demokratów w delegacji krajowej. Został członkiem grupy chadeckiej oraz Komisji Wolności Obywatelskich, Sprawiedliwości i Spraw Wewnętrznych. Z PE odszedł 5 czerwca 2007, kiedy to w Europarlamencie zasiedli deputowani wybrani w wyborach powszechnych.
W 2009 po raz drugi objął stanowisko wiceministra spraw zagranicznych w rządzie Bojka Borisowa, pełnił tę funkcję do 2012. Sprawował następnie urząd ambasadora Bułgarii w Wielkiej Brytanii.